# Praia das Astúrias
Praia das Astúrias está localizada no município de Guarujá, São Paulo. A praia de areia fina e clara tem aproximadamente 1 000 m.  Fica entre a Praia do Tombo e a Praia das Pitangueiras. É uma área nobre da cidade do Guarujá, com diversos condomínios destinados a classe média alta e classe alta.
É uma praia abrigada, que fica situada entre a Ponta das Galhetas e o Edifício Sobre as Ondas.

## Origem do nome
O local era conhecido como praia do Guarujá. Dois tripulantes do navio Príncipe de Asturias, que naufragou no início do século XX em Ilha Bela, instalaram um bar na praia com o nome do navio. O ponto de encontro passou a ser conhecido como Astúrias dando origem ao novo nome da localidade.

## Curiosidades
Na Praia das Astúrias fica localizado o tríplex que acusam ser do ex-presidente Luiz Inácio Lula da Silva, palco da Operação Lava Jato.
A praia das Astúrias possui um excelente mercado de peixes frescos, que fica localizado na entrada do Mirante da Caixa D'agua.